# Aenima (Band)
Aenima ist eine portugiesische Band aus Almada. Ihr Musikstil ist von frühen Ethereal-Bands wie Cocteau Twins, Dead Can Dance oder Faith and the Muse inspiriert. Charakteristisch ist zudem die melancholisch-verträumte Stimmung der Musik, die von der Shoegazing-Bewegung beeinflusst ist. Der Bandname ist abgeleitet von anima, dem lateinischen Wort für ‚Seele‘.

## Geschichte
Aenima wurde 1997 vom Gitarristen Rune (ehemals Millennium) und der Sängerin Carmen Simões (ehemals Poetry of Shadows und Isiphilon) gegründet, kurz nachdem beide ihre vorherigen Bands verlassen hatten. Ihr Debütalbum Revolutions nahmen sie noch ohne weitere Bandmitglieder in Runes eigenem Tonstudio auf. Es erschien 1999 beim portugiesischen Independent-Label Symbiose, mit dem die Band einen zwei Alben umfassenden Plattenvertrag abschloss. Das Label stellte jedoch kurz darauf jegliche Promotion ein und beschränkte sich ausschließlich auf den Verkauf des Albums. Ohne die notwendige Verkaufsförderung blieb auch der Absatz sehr gering.
Nach einigen Auftritten auf portugiesischen Dark-Wave-Festivals mit inzwischen fester Besetzung, bekam die Band im Jahr 2000 die Gelegenheit auf dem deutschen M’era Luna Festival aufzutreten, was sie erstmals auch im Ausland bekannt machte. Anschließend fanden von Januar bis Juni 2001 die Aufnahmen für die sechs Titel umfassende EP Never Fragile statt, die im Januar 2002 übergangsweise beim portugiesischen Label Equilibrium Music erschien und gute bis sehr gute Kritiken erhielt.
Das im September 2001 aufgenommene zweite Album Sentient wurde im Mai 2003 beim US-amerikanischen Label Middle Pillar Presents veröffentlicht. Zur Veröffentlichung des Albums organisierte die Band im Planetarium des Museu da Marinha in Lissabon eine exklusive Multimedia-Show. Im darauffolgenden Jahr erschien die limitierte Picture Disc Puppet Circus. Zur gleichen Zeit verließ Sängerin Carmen die Band und gründete kurz darauf zusammen mit dem norwegischen Musiker Rune Eriksen die Doom-Metal-Band Ava Inferi. Seit 2005 tritt die Band mit der neuen Sängerin Susana auf.   Seit 2007 ist die Band, von wenigen Liveauftritten abgesehen, inaktiv.

## Diskografie
- 1999: Revolutions
- 2002: Never Fragile (EP)
- 2003: Sentient